# Cerro del Medio
Cerro del Medio – wzgórze o wysokości 221 m n.p.m. w paśmie Cuchilla de Haedo w północnym Urugwaju, w departamencie Rivera. Wchodzi w skład formacji płaskowzgórzy o nazwie Tres Cerros del Cuñapirú.